# Spaniel
Els spaniels són un grup de races de gos de caça. L'origen del terme "spaniel" és controvertit, tot i que molts afirmen que prové dels gossos caçadors de conills de la península Ibèrica a l'època dels romans, és a dir, dels gossos d'Hispània, també hi ha qui diu que prové del derivat més modern "Espanyol". Generalment són gossos de mida mitjana o petita, orelles penjants i grans, musell ample, tenen el cos i les orelles coberts de pèl llarg i ondulat i la seva cara i musell amb pèl curt. El seu ús principal ha estat com assistents a la caça d'aus, buscant, recollint i lliurant la peça al caçador després de ser abatuda.

## Història
S'admet de forma generalitzada que en els orígens més antics, els spaniels són gossos caçadors procedents de la península Ibèrica (encara que amb influència del neerlandès en el nom) i que van arribar a les Illes Britàniques com a regal a reis i nobles, per part de la noblesa espanyola.
A la primera exposició canina, celebrada a Anglaterra, només s'admetien gossos de races pòinter o setter. És a partir d'aquest moment quan els diferents tipus de spaniels comencen a diferenciar-se d'una manera molt més acusada i apareixen els primers estàndards de raça.

## Races
La Federació Cinològica Internacional reuneix a les diferents races spaniels en el Grup VIII, Secció 2.-Gossos aixecadors de caça. Hi ha dues races que porten el nom de spaniel però que estan englobades dins de la secció 3.-Gossos d'aigua. També hi ha algunes races spaniels de mida petita que estan incloses en el Grup IX dins de les seccions 7,8 i 9 utilitzades de forma exclusiva com a gossos de companyia.

### Secció 2. Gossos aixecadors de caça
|  |  |  |  |
|  |  |  |  |
|  |  |  |  |
|  |  |  |  |

### Spaniels inclosos en la secció 3. Gossos d'aigua
|  |  |  |

### Spaniels inclosos en el Grup IX

#### Spaniels anglesos de companyia
|  |  |
|  |  |

#### Spaniel japonès, pequinès i tibetà
|  |  |  |
|  |  |  |

#### Spaniel continental nan
|  |  |
|  |  |